# Nabas (Pyrénées-Atlantiques)
Nabas település Franciaországban, Pyrénées-Atlantiques megyében. Lakosainak száma 84 fő (2022. január 1.). Nabas Aroue-Ithorots-Olhaïby, Charre, Espiute, Gestas, Lichos és Rivehaute községekkel határos.

## Népesség
A település népességének változása:
| Lakosok száma | 119  | 110  | 111  | 107  | 101  | 94   | 88   | 86   | 84   |
|               | 2013 | 2015 | 2016 | 2017 | 2018 | 2019 | 2020 | 2021 | 2022 |